# Giacomo Agostini
Giacomo Agostini (Brescia, Italija, 16. lipnja 1942.) je talijanski sportski motociklist, najpoznatiji po natjecanju u Svjetskom prvenstvu u motociklizmu gdje je osvojio, u kategorijama 350cc i 500cc, rekordnih 15 naslova svjetskog prvaka. Smatra se najvećim vozačem moto utrka svih vremena.
Tijekom svoje karijere, sudjelovao je u 186 Velikih nagrada, od kojih je 163 puta ostvario pobjedničko postolje i pobijedio u također rekordnih 122. Od toga, 68 pobjeda i 8 naslova ostvario je u klasi 500cc, dok je ostalo postigao u klasi 350cc. Radi istovremenog natjecanja u više klasa, jedini je među velikim prvacima motociklizma koji je osvojio veći broj naslova (15) od sezona u kojima je sudjelovao (14).

## Životopis
Rođen je kao sin imućnog industrijalca koji se isprva oštro protivio njegovoj namjeri da se natječe u motociklističkim utrkama. Ipak, kasnije je dobio očevu dozvolu te je 1963. za momčad Moto Morini pobijedio talijansko prvenstvo klase 175cc. 1964. pobijeđuje talijansko prvenstvo klase 350cc, i postiže četvrto mjesto u svom prvom nastupu na Velikoj nagradi Italije. Radi tih rezultata, prelazi u momčad MV Agusta, te se već 1965 bori za naslov svjetskog prvaka u klasama 350cc i 500cc. Od 1965 prvi je vozač Aguste, te osvaja sedam uzastopnih naslova u klasama 500cc i 350cc i 10 puta utrku Isle of Man TT. 1972., šokirao je svijet motociklizma kada je izjavio da se radi opasne staze više neće netjecati na Isle of Man TT, koja je tada bila najprestižnija utrka u kalendaru. Agostini je održao riječ, te su idućih godina i drugi vozači bojkotirali utrku. 1977. definitivno je isključena iz kalendara.
1974., na opće iznenađenje, prešao je u Yamahu. U svojoj prvoj utrci za novu ekipu, pobijedio je prestižnu Daytonu 200. Iste godine, osvaja naslov svjetskog prvaka u klasi 350cc, ali ozlijede i tehnički problemi spriječili su uspjeh u klasi 500cc. Naslov u glavnoj klasi ipak osvaja iduće godine, što je bila prva pobjeda dvotaktnog motora u vrhunskoj klasi, ali i posljednja titula prvaka za Agostinija. 1976., vozio je i Agusta i Yamaha motore u klasi 500cc, dok je u klasi 350cc nastupio samo u Nizozemskoj gdje je i pobijedio. Iste sezone, s MV Agustom osvaja i svoju posljednju pobjedu na zahtjevnom Nürburgringu, što je također bila i posljednja pobdjeda Aguste i četverotaktnog motora u klasi 500cc.
Iz motociklizma se povukao krajem sezone 1977. Do 1980. natjecao se u nekoliko automobilističkih prvenstava, kao Europska Formula 2, britansko prvenstvo Formule 1 - s vlastitom momčadi i bolidom Williams FW06. 
1982. vraća se u motociklizam kao menadžer tima Marlboro Yamaha, koji pod njegovim vodstvom osvaja ukupno šest naslova u klasi 500cc, tri naslova konstruktora (1986., 1987. i 1988.) i tri naslova vozača (1984, 1986 i 1988) Eddieja Lawsona. Od 1992. do 1995., bio je menadžer momčadi Cagiva.

## Galerija
- 2006.
- 1976.

## Vanjske poveznice
- Službena stranica giacomo-agostini.com
- Giacomo Agostini u Motorcycle Hall of Fame